# Governo Provisório de União Nacional e Salvação Nacional do Camboja
O Governo Provisório de União Nacional e Salvação Nacional do Camboja (GPUNSNC) foi um governo provisório internacionalmente não reconhecido criado pelo Quemer Vermelho em 11 de julho de 1994  em oposição ao estabelecimento do Reino do Camboja.

## Histórico
O primeiro-ministro do GPUNSNC foi Khieu Samphan (que também era chefe das forças armadas) e seu vice-primeiro ministro (responsável também pelos assuntos estrangeiros) era Son Sen. Foi composto por membros do Partido de Unidade Nacional do Camboja. As áreas controladas incluíram Pailin (a capital do governo provisório) e Preah Vihear (onde estava sediado). A estação de rádio do Quemer Vermelho também era conhecida como "Rádio do Governo Provisório de União Nacional e Salvação Nacional do Camboja". Outros ministros incluíram Chan Youran, Mak Ben, In Sopheap, Kor Bun Heng, Pich Cheang and Chuon Choeun.
Em agosto de 1996, o alto oficial do Quemer Vermelho, Ieng Sary, desertou do grupo com duas divisões armadas e formou seu próprio partido, o Movimento de União Democrática Nacional, que por sua vez encorajou mais deserções no Quemer Vermelho quando Pol Pot ordenou os assassinatos de Son Sen (que foi bem sucedido) e Ta Mok (que não seria).  Em meados de junho de 1997, Khieu Samphan (que já havia fundado o Partido da Solidariedade Nacional Quemer) denunciou Pol Pot e começou a discutir a desmobilização e o retorno à vida civil.
Com a morte de Pol Pot em abril de 1998 e o sentimento generalizado no Quemer Vermelho pelo fim de um conflito de quase vinte anos, Khieu Samphan e Ta Mok dissolveram o governo provisório em 22 de junho de 1998.